# Flughafen Telupid

i8
i11
i13
Der Flughafen Telupid (englisch Telupid Airport, IATA-Code: TEL, ICAO-Code: WBKE) ist ein ehemaliger Flugplatz in Telupid im malaysischen Bundesstaat Sabah auf der Insel Borneo, der seinen Betrieb 1983 einstellte.
Der Flughafen war ein zivil genutzter Inlandsflughafen für Leichtflugzeuge, der nur für den Betrieb bei Tageslicht zugelassen war. Die Start- und Landebahn bestand aus einer Graspiste. Die ehemalige Start- und Landebahn verläuft parallel zur Straße Telupid-Ranau auf Höhe der Sekundarschule SMK Telupid. Von den ehemaligen Einrichtungen des Flugplatzes ist nichts mehr erhalten, lediglich die Start- und Landebahn kann anhand der verdichteten und absolut ebenen Fläche lokalisiert werden. Am Ende der Piste befindet sich ein größerer, weiß abgestreuter Platz, der vermutlich als Park- oder Wendeposition diente.